# Донецький автобус
Донецький (Сталінський, Юзівський) автобус — міський автобус Донецька. Зараз[коли?] у місті є близько 20 маршрутів, які обслуговуються великогабаритними автобусами та близько ста, які обслуговуються звичайними маршрутками. Великогабаритні автобуси сполучають центр міста (переважно автостанцію «Центр» або автостанцію «Критий ринок») з віддаленими районами міста, а також залізничним вокзалом.

## Історія
Автобус в Донецьку виник у 1920-х роках за СРСР, коли місто почало бурхливо розростатися. Поточна схема руху маршруток Донецька склалась у 1990-ті роки, хоча й зазнала значних змін останнім часом.